# Pont Vieux (Ronda)
Pour les articles homonymes, voir Pont Vieux.
Le Puento Viejo ou Pont Vieux de Ronda est l'un des trois ponts de la ville. Jusqu'à la construction du Pont Neuf au XVIIIe siècle, il se nommait La Puente Nueva, c'est ensuite qu'il a pris son nom actuel. Il reliait la vieille ville arabe avec le quartier du Mercadillo.

## Histoire
En ce qui concerne son origine, certains pensent qu'il s'agit d'un pont romain reconstruit par les Arabes. La plupart, pourtant, l'envisagent arabe. Lozano nous dit qu'il a été bâti au temps de Amobelique, et Moreti ajoute qu'il a été amélioré à l'époque de Muhammad III de Grenade, dont le ministre était de Ronda.
Après la conquête il est resté ravagé et a dû être réparé urgemment. Le roi a ordonné en 1486 à Juan de Torres, alors gouverneur de la forteresse, de réaliser un pont à Ronda. 
En 1616 l'ouvrage a de nouveau été détruit par une crue, et a été réédifié la même année par Don Juan Antonio Turubio de Quiñones.

## Caractéristiques
Le pont a une seule arche de 10 m de diamètre par 31 m d'élévation sur le niveau de la rivière.
Il a été restauré il y a quelques années, transformant totalement les parapets du XVIIe siècle qui empêchaient la vue de la rivière à cause de leur hauteur, et repavé à nouveau. Ont également été ouverts quatre balcons sur la rivière pour apprécier les beautés naturelles du Guadalevin et le paysage du fond.

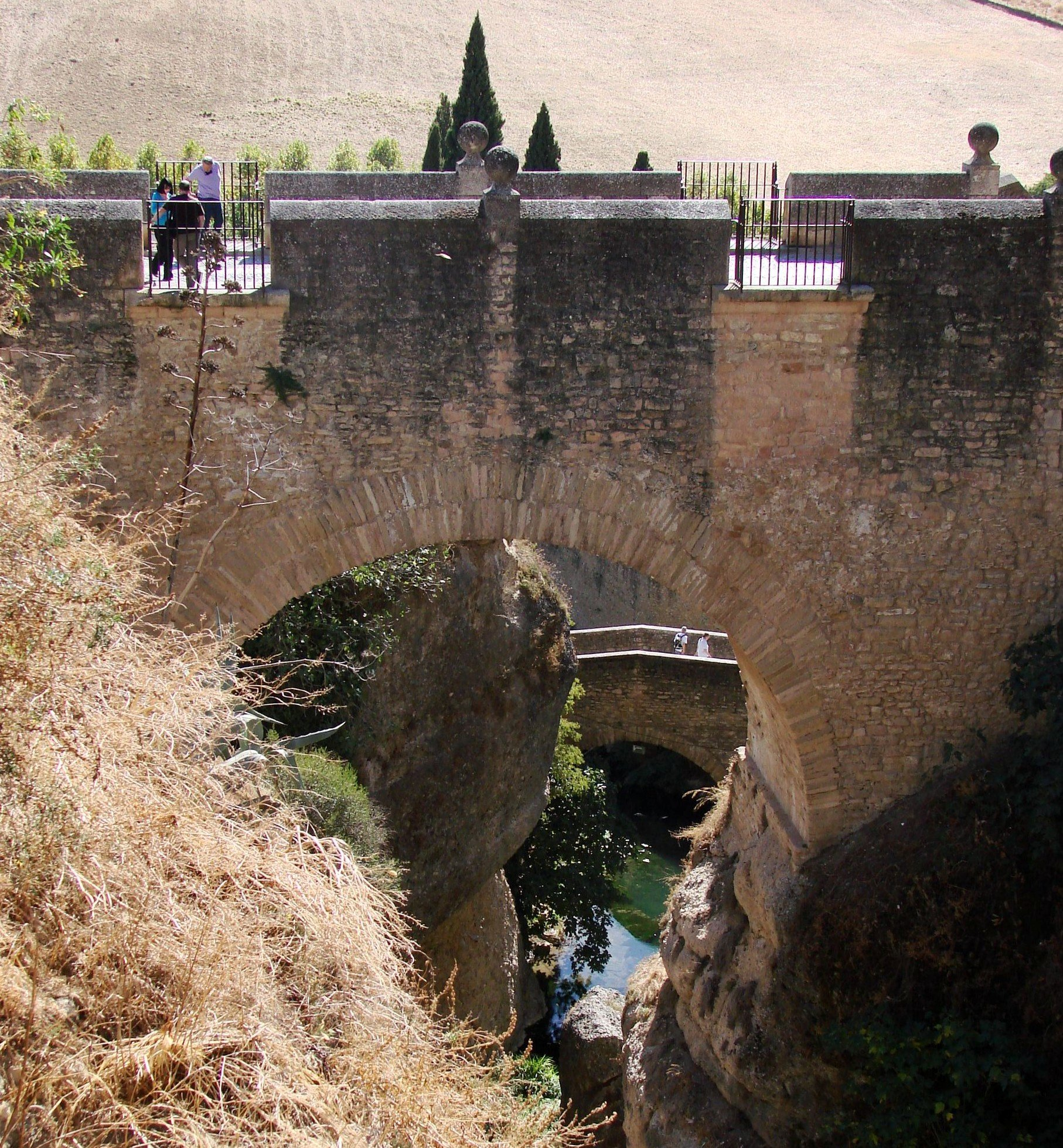
Pont Vieux avec en arrière-plan, visible sous l'arche, le pont Romain.